# Kraak (zeeschip)

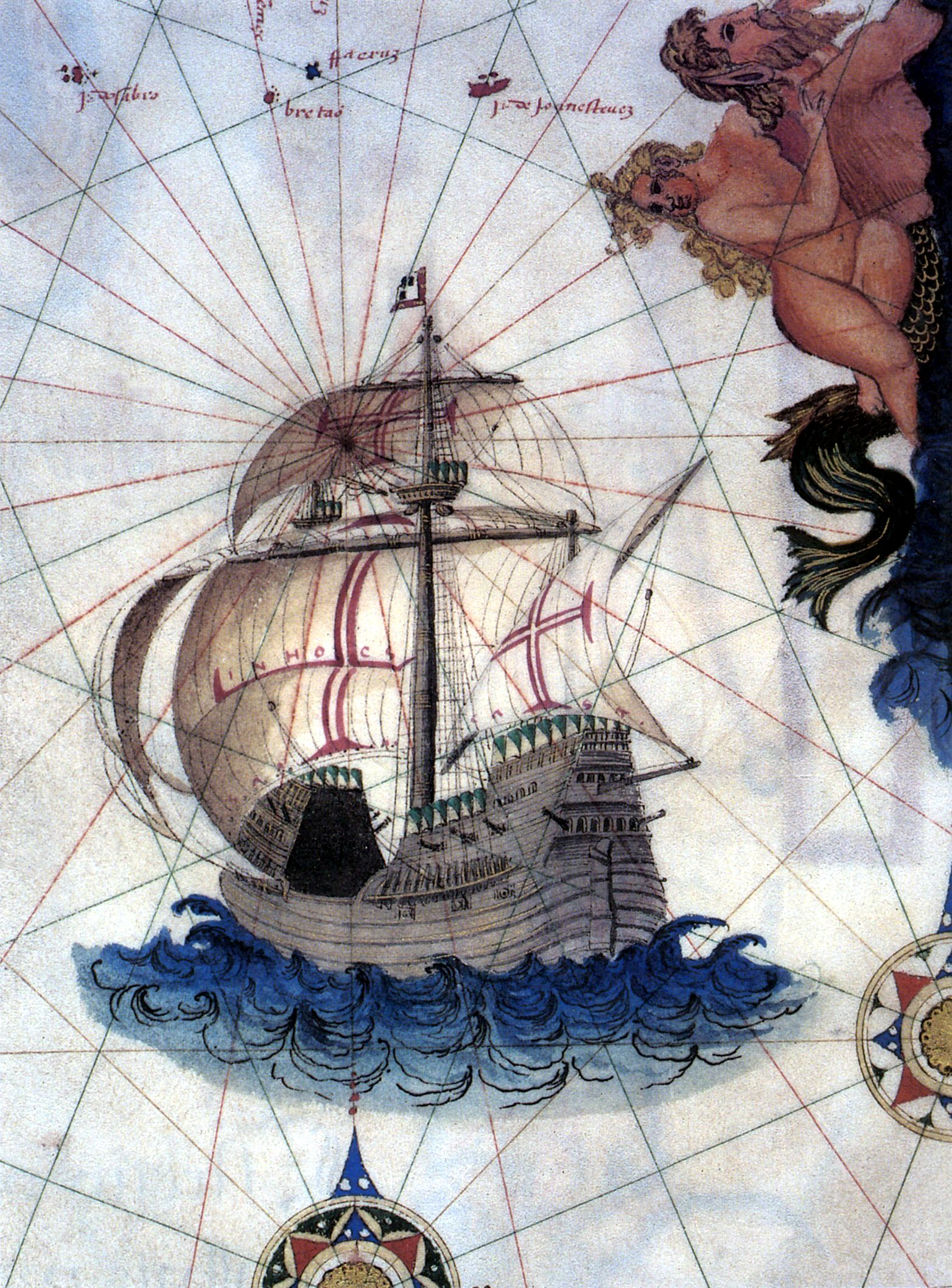
Een kraak op een 16e-eeuwse kaart

De kraak is een historisch, zeegaand zeilschip, ontwikkeld in de tweede helft van de 15e eeuw. De kraak heeft veel gemeen met de karveel waaruit hij is ontwikkeld. Een groot karveel met meerdere masten vierkant getuigd werd door de Portugezen nao en in Spanje carraca genoemd, wat verbasterd werd tot kraak.
De kraak was een zeer zeewaardig schip, en was dan ook geschikt voor lange tochten en ontdekkingsreizen. Het vlaggenschip van Christoffel Columbus, de Santa Maria, was een kraak. Ook de schepen waarmee Ferdinand Magellaan in 1519 uit Sevilla vertrok waren van dit type. In het midden van de 16e eeuw bleek dat de kraak met zijn hoge voorkasteel lastig met zware naar voren schietende kanonnen was uit te rusten. Het type werd doorontwikkeld tot het galjoen, met lagere boeg, dat model stond voor de 17e-eeuwse retourschepen die de welvaart van de Gouden Eeuw brachten.
In 2013-2015 is de Esmeralda, een kraak uit de vloot van Vasco da Gama, opgegraven voor de kust van Oman.